# 324 (số)
324 (ba trăm hai mươi bốn) là một số tự nhiên ngay sau 323 và ngay trước 325.

## Trong toán học
- Căn bậc hai của 324 là 18